# Seqüenciació
La seqüenciació en bioquímica, consisteix a determinar l'ordre linear dels components d'una macromolècula (els aminoàcids d'una proteïna, els nucleòtids d'un àcid nucleic com l'ADN, els monosacàrids d'un polisacàrid, etc.).
En genètica, la seqüenciació concerneix la determinació de la seqüència dels gens fins i tot dels cromosomes, i del genoma complet.
En genètica i bioquímica, doncs, la seqüenciació significa determinar l'estructura bàsica d'un biopolímer.
La seqüenciació resulta en una descripció simbòlica linear coneguda com a seqüència que resumeix molta de l'estructura a nivell atòmic e la molècula seqüenciada.

## Seqüenciació de l'ADN
La seqüenciació de l'ADN, consisteix a determinar l'ordre d'encadenament dels nucleòtids d'un fragment d'ADN donat. Actualment, la major part de la seqüenciació d'ADN es realitza pel mètode de Sanger. Aquesta tècnica utilitza la reacció de polimerització de l'ADN amb un enzim (antigament el fragment de Klenow) "la seqüenasa" sintetitzada artificialment i el ddNTP.
La seqüència d'ADN conté la informació necessària en els éssers vius per sobreviure i reproduir-se. En medician es pot utilitzar per identificar, diagnosticar i potencialment per trobar els tractament en les malalties genètiques.

### Mètode deSanger
En el mètode de Sanger, la polimerització de l'ADN s'inicia per un petit oligonucleòtid (encebador) complementari d'una part del fragment d'ADN a seqüenciar. L'allargament de l'encebador es fa per la « seqüenasa » (un ADN polimerasa I desproveït d'activitats exonucleàsiques 5’→3’i 3'→5', i 100 vegades més ràpid que el fragment de Klenow). Els quatre desoxinucleòsids (dATP, dCTP, dGTP, dTTP) són afegits, en concentració feble als quatre 2'-3'didesoxinucleòsids (ddATP, ddCTP, ddGTP, ddTTP) marcats per fluorocroms diferents. Aquests didesoxinucleòsids, una vegada incorporats a la nova cadena sintetitzada, empenyen la continuació de l'allargament. En resulten nous fragments d'ADN de mida variable, que de seguida són separats per electroforesi sobre un gel de poliacrilamida.

### Piroseqüenciació
La Piroseqüenciació, va ser desenvolupada per Pål Nyhren i Mostafa Ronaghi, i comercialitzada per Biotage i 454 Life Sciences. Produeix llum, que és proporcional al nombre de nucleòtids, en presència dels enzims i d'ATP.

## Seqüenciació d'ARN
L'ARN és menys estable en la cèl·lula i també més propens a l'atac de la nucleasa. Com que l'ARN es genera per transcripció genètica des de l'ADN, la informació està present en l'ADN cel·lular. Tanmateix de vegades cal seqüenciar l'ARN, en particular en el dels eucariotes. Per seqüenciar l'ARN es fa servir normalment el mètode la reverse transcriptase per obtenir la mostra.

## Seqüenciació de proteïnes
Els mètodes per a fer-ho inclouen:
- Degradació d'Edman
- Peptide mass fingerprinting
- Espectrometria de masses
- Digestió de la proteasa

## Seqüenciació de polisacàrids
No és una seqüenciació gaire comuna per diverses raons entre les quals està que encara que siguin linears molts tenen branques.